# Johannes Blaskowitz
Johannes Blaskowitz (Paterswalde, 10 luglio 1883 – Norimberga, 5 febbraio 1948) è stato un generale dell'esercito tedesco (Wehrmacht) durante la seconda guerra mondiale.
Blaskowitz è ricordato soprattutto per i rapporti da lui inviati all'Alto Comando della Wehrmacht, in cui denunciava le atrocità commesse dalle Einsatzgruppen e dalle SS a danni di civili ed ebrei in Polonia.

## Biografia
Johannes Albrecht Blaskowitz nacque a Paterswalde (Prussia Orientale) il 10 luglio 1883. Partecipò alla prima guerra mondiale come capitano e nella Repubblica di Weimar divenne ufficiale della Reichswehr. Nel 1936 venne nominato Generale di Fanteria della Wehrmacht. Ebbe ruoli di comando durante la seconda guerra mondiale, e morì a Norimberga il 5 febbraio 1948.

### I comandi in Polonia ed i rapporti inviati all'OKW(1939-1940)
Al comando della 8ª Armata durante l'invasione della Polonia, Blaskowitz si distingue nella battaglia della Bzura e viene decorato con la Croce di Cavaliere (lui e Von Kluge sono stati i primi militari a riceverla). Al termine della campagna di Polonia, Blaskowitz viene promosso Generaloberst (Colonnello Generale) e nominato Oberbefehlshaber Ost (Comandante Militare del fronte Est).
In questa veste, tra la fine di settembre 1939 e inizio maggio 1940, Blaskowitz invia all'Alto Comando della Wehrmacht una serie di rapporti sulle atrocità commesse dalle SS e dai gruppi di sterminio Einsatzgruppen. I rapporti sono molto espliciti: Blaskowitz condanna il comportamento delle SS e lo definisce indegno della dignità del soldato e dichiara che i soldati sono inorriditi dai crimini delle SS. Inoltre Blaskowitz proibisce alle unità sottoposte al suo comando la partecipazione a queste azioni, pena il deferimento alla corte marziale..
L'ultimo rapporto di Blaskowitz viene inoltrato ad Hitler, che nel maggio 1940 lo destituisce dal comando e lo trasferisce sul fronte occidentale.

### Sul fronte occidentale (1940-1945)
Blaskowitz riceve una serie di incarichi in Francia: inizialmente nominato comandante della 9ª Armata in Francia, a Blaskowitz viene dato l'incarico (meno prestigioso) di Comandante Militare della Francia del nord. Successivamente diviene comandante della 1ª Armata (Francia del sud) e nel maggio 1944 dell'Heeresgruppe G (Gruppo d'armate G, composto dalla  1ª e dalla 19ª Armata). Dopo lo sbarco degli Alleati anglo-americani nella Francia meridionale (Operazione Dragoon del 15 agosto 1944), le armate di Blaskowitz ripiegano combattendo fino al nuovo dispiegamento. Blaskotwitz riceve le Fronde di Quercia per la Croce di Cavaliere ottenuta in Polonia (ottobre 1944).
L'esito disastroso di un contrattacco delle armate di Blaskowitz (imposto da Hitler), le nuove denunce sulle atrocità ed i dissidi con l'OKW causano la messa a riposo del generale nella riserva (settembre 1944 - dicembre 1944). Blaskowitz viene richiamato al comando del Gruppo armate G nel dicembre 1944, ma nell'offensiva delle Ardenne le sue armate non avranno un ruolo diretto, quanto una funzione di appoggio. Successivamente a Blaskowitz viene dato il comando dell'Heeresgruppe H nel gennaio 1945 e della 25ª Armata: per tre mesi le sue armate nei Paesi Bassi sono costrette a ripiegare combattendo contro gli anglo-americani e Blaskowitz riceve le Spade da aggiungere alla Croce di Cavaliere con Fronde di Quercia.
Il 7 aprile 1945 la 25ª Armata diventa Comando militare d'Olanda e di conseguenza Blaskowitz viene nominato Oberbefehlshaber Niederlande: in quest'ultimo ruolo si arrende agli Alleati il 5 maggio. Fu inquisito per crimini di guerra al processo agli alti comandi, a Norimberga, si suicidò prima della conclusione del procedimento.

### Nei media
Il suo nome è stato legato a quello del personaggio agente segreto americano William "B.J." Blazkowicz, protagonista della fortunata serie di videogiochi Wolfenstein.